# Klaus Wagenbach
Klaus Wagenbach (n. 11 iulie 1930, Tegel⁠(d), Statul Liber Prusia⁠(d), Germania – d. 17 decembrie 2021, Berlin, Germania) a fost un editor german. El a fondat editura care-i poartă numele: Verlag Klaus Wagenbach. După ce a condus-o timp de 38 de ani, în 2002, cea de-a treia lui soție, Susanne Schüßler, a preluat conducerea editurii, împreună cu fiica lor, Nina Wagenbach.

## Biografie
Klaus Wagenbach a fost al doilea fiu al omului de afaceri și politicianului Joseph Wagenbach, care s-a căsătorit cu telefonista Margarete Weibdacker.
Wagenbach a lucrat din 1949 în biroul editurilor germane Suhrkamp și S. Fischer, unde a învățat meseria de editor sub îndrumarea lui Fritz Hirschmann de la editura Samuel Fischer. Această activitate i-a facilitat apropierea de literatura lui Franz Kafka, după ce viața scriitorului german i-a trezit interesul.
Începând din 1951 a studiat filologia germană, istoria artei și arheologia la Universitatea din München, apoi și-a finalizat doctoratul cu o teză despre Franz Kafka, elaborată sub îndrumarea lui Wilhelm Emrich, la Frankfurt pe Main. Din 1957, Klaus Wagenbach a fost lector de literatură modernă la Modernen Buch-Club din Darmstadt, iar la sfârșitul anului 1959 a devenit lector de literatură germană la editura S. Fischer din Frankfurt pe Main. 
S-a mutat ulterior în Berlinul de Vest și a fondat în 1964 o editură proprie, împreună cu Katharina, soția lui. I-a dedicat lui Kafka mai multe cărți fundamentale, cu noi surse, și a fost în contact cu scriitori germani ai generației sale precum Günther Grass. A fost un editor progresist și inovator, l-a susținut pe poetul Erich Fried și a fost un prieten al editorului italian Giangiacomo Feltrinelli.
În 2010 a publicat cartea de memorii Die Freiheit des Verlegers; Erinnerungen, Festreden, Seitenhiebe.

## Opera
- Franz Kafka. Eine Biographie seiner Jugend 1883–1912. Francke, Berna, 1958. Renovada: Wagenbach, Berlín 2006, ISBN 978-3-8031-3620-6
- Franz Kafka, in Selbstzeugnissen und Bilddokumenten dargestellt von Klaus Wagenbach, Rowohlt, Reinbek bei Hamburg, Oktober 1964. ISBN 3-499-50091-4 (35ª ed. 2001). Tr.: Kafka, Madrid, Alianza, 1981 ISBN 978-84-206-1241-6
- Franz Kafka. Überarbeitete Neuausgabe. Rowohlt, Reinbek, 2002. ISBN 978-3-499-50649-9
- Franz Kafka. Bilder aus seinem Leben. Wagenbach, Berlín, 1983 (reed. Berlín 1995, ISBN 978-3-8031-3547-6). Tr.: Franz Kafka: imágenes de su vida, Galaxia Gutenberg, 1998 ISBN 978-84-8109-216-5
- Kafkas Prag. Ein Reiselesebuch. Wagenbach, Berlín 1993, ISBN 978-3-8031-1141-8 . Tr.: La Praga de Kafka, Quinteto, 2008 ISBN 978-84-9711-073-0
- Der Verlag Klaus Wagenbach. Wie ich hineinkam und wie er zwischen 1965 und 1980 aussah. En: Rita Galli (ed.), Ausgerechnet Bücher. Einunddreissig verlegerische Selbstporträts, Ch. Links Verlag, Berlín 1998, ISBN 3-86153-167-4, S. 96 - 105, (Online-Quelle).
- Die Freiheit des Verlegers; Erinnerungen, Festreden, Seitenhiebe, Wagenbach, Berlín, 2010, ISBN 978-3-8031-3632-9

## Lucrări editate (selecție)
- Atlas. Deutsche Autoren über ihren Ort. Wagenbach, Berlín 1965; renovada en Berlín 2004, ISBN 978-3-8031-3188-1
- Kafka-Symposion. Wagenbach, Berlin 1965 (En bolsillo: dtv, Munich 1969)
- Tintenfisch – Jahrbuch für Literatur Wagenbach, t. 1 ss, Berlín 1968 y ss.
- Vaterland, Muttersprache. Deutsche Schriftsteller und ihr Staat von 1945 bis heute. Wagenbach, Berlín, 1979. Renovado en 2004, ISBN 978-3-8031-3110-2
- Italienische Liebesgeschichten. Wagenbach, Berlín, 1991, ISBN 978-3-8031-1125-8
- Deutsche Orte. Wagenbach, Berlín, 1991
- Amore! oder Der Liebe Lauf. Wollust, Seitenpfade, Irr- und Unsinn. Wagenbach, Berlín, 1996, ISBN 978-3-8031-1160-9
- Wie der Hund und der Mensch Freunde wurden. Italienische Kindergeschichten. Wagenbach, Berlín, 1999, ISBN 978-3-8031-1181-4
- Nach Italien! Anleitung für eine glückliche Reise Wagenbach, Berlín, 2000, ISBN 978-3-8031-1188-3
- Die weite Reise. Mittelmeergeschichten. Wagenbach, Berlín 2002, ISBN 978-3-8031-2432-6
- Franz Kafka. Ein Lesebuch (mit Bildern). Rowohlt (rororo nº 23444), Reinbek 2003, ISBN 978-3-499-23444-6
- Mein Italien, kreuz und quer, Wagenbach, Berlín, 2004, ISBN 978-3-8031-3192-8
- Warum so verlegen? Über die Lust an Büchern und ihre Zukunft. Almanaque aniversario. Wagenbach, Berlín, 2004, ISBN 978-3-8031-2487-6

## Despre Wagenbach
- Michael Krüger: Ein unverbesserlicher Optimist. Zum sechzigsten Geburtstag des Verlegers und Kafka-Forschers Klaus Wagenbach. În: FAZ, 11 iunie 1990.
- Inge Feltrinelli: Wir tanzten auf allen Festen. Listig und frei: Zum 80. Geburtstag des Verlegers Klaus Wagenbach. În: Die Zeit, 8 iulie 2010.
- Heinrich von Berenberg: Bilanzen studieren? Gedichte lesen! În: Der Tagesspiegel, 11 iulie 2010.

## Premii
- 1979: Deutscher Kritikerpreis
- 1985: Premiul Montecchio
- 1990: Premio Nazionale per la Traduzione
- 1990: Bundesverdienstkreuz
- 2001: Bundesverdienstkreuz Erster Klasse
- 2001: Großes Bundesverdienstkreuz[11]
- 2002: Cavaler al Legiunii de onoare[12]
- 2006: Ehrenpreis des österreichischen Buchhandels für Toleranz în Denken und Handeln
- 2006: Medalia Rahel-Varnhagen von Ense
- 2010: Kurt Wolff Stiftung

## Interviuri
- "Otto ist der Beste"[nefuncțională]
, Der Tagesspiegel, iulie 10, 2005
- "Kritische Ausgabe. Arhivat în 24 iulie 2020, la Wayback Machine. Zeitschrift für Germanistik & Literatur" Arhivat în 24 iulie 2020, la Wayback Machine., Nr. 2, 2004, hrsg. vom Germanistischen Seminar der Universität Bonn im Interviu mit Wagenbach:
"Kafkas dienstälteste, lebende Witwe" zice domnul über Langzeitstudenten im 28. Semestru, das Verlegen, mor Dominikanische Republik, Glenn Miller und über die Germanistik im "entnazifizierten" Deutschland der 50er Jahre. (PDF)
- "Warum sollte man astăzi Kafka lesen?"[nefuncțională]
 arta, ianuarie 2007
- "Dieser kleine Finger ist weiblich", în Der Tagesspiegel, 14 iunie 2010